# جيري سكينر
جيري سكينر (بالإنجليزية: Clarence Skinner)‏ هو سياسي نيوزيلندي، ولد في 19 يناير 1900 في ملبورن في أستراليا، وتوفي في 26 أبريل 1962 في Tākaka ‏ في نيوزيلندا. نشط حزبياً في حزب العمال النيوزيلندي. وقد انتخب عضو مجلس النواب النيوزيلندي.